# Caleb Jones
Caleb Jones (Arlington, Texas, 6 de junio de 1997) es un jugador profesional estadounidense de hockey sobre hielo que se desempeña en la posición de defensor izquierdo en Colorado Avalanche, equipo de la National Hockey League (NHL).

## Carrera
Fue seleccionado en la cuarta ronda en la NHL Entry Draft de 2015. En 2018 hizo su debut profesional con el equipo Edmonton Oilers, en el cual jugó tres temporadas (2018-2021), después pasó a Chicago Blackhawks (2021-2023), luego a Colorado Avalanche, donde lleva jugando una temporada.